# Asian 5 Nations Division 1 2012
El Asian 5 Nations Division 1 de 2012 fue la décima edición del torneo de segunda división organizado por la federación asiática (AR).
El campeonato se disputó en la ciudad de Manila, Filipinas.

## Posiciones
| Pos. | Equipo       | Encuentros | Encuentros | Encuentros | Encuentros | Tantos  | Tantos    | Tantos     | Puntos |
| Pos. | Equipo       | jugados    | ganados    | empatados  | perdidos   | a favor | en contra | diferencia | Puntos |
| ---- | ------------ | ---------- | ---------- | ---------- | ---------- | ------- | --------- | ---------- | ------ |
| 1    | Filipinas    | 3          | 3          | 0          | 0          | 99      | 50        | + 49       | 18     |
| 2    | Sri Lanka    | 3          | 2          | 0          | 1          | 89      | 46        | + 43       | 12     |
| 3    | China Taipéi | 3          | 1          | 0          | 2          | 69      | 101       | - 32       | 6      |
| 4    | Singapur     | 3          | 0          | 0          | 3          | 61      | 121       | -60        | 1      |

### Resultados
| 15 de abril | Filipinas | 37 - 20 | Singapur |  |  |

| 15 de abril | Sri Lanka | 36 - 8 | China Taipéi |  |  |

| 18 de abril | Filipinas | 34 - 12 | China Taipéi |  |  |

| 18 de abril | Sri Lanka | 35 - 10 | Singapur |  |  |

| 21 de abril | Filipinas | 28 - 18 | Sri Lanka |  |  |

| 21 de abril | China Taipéi | 49 - 31 | Singapur |  |  |

| Bandera de Filipinas               |
| Campeón de la División 1 Filipinas |
| Primer título                      |